# Пенџери равнице
„Пенџери равнице” је југословенски ТВ филм из 1971. године. Режирала га је Соја Јовановић а сценарио је написао Зоран Петровић

## Улоге
| Глумац                 | Улога |
| ---------------------- | ----- |
| Рената Улмански        |       |
| Јелисавета Сека Саблић |       |
| Миа Адамовић           |       |
| Драгутин Добричанин    | Геда  |
| Ђорђе Јелисић          |       |
| Ташко Начић            |       |
| Петар Краљ             |       |